# Everhardus Johannes Potgieter
Pour les articles homonymes, voir Potgieter.

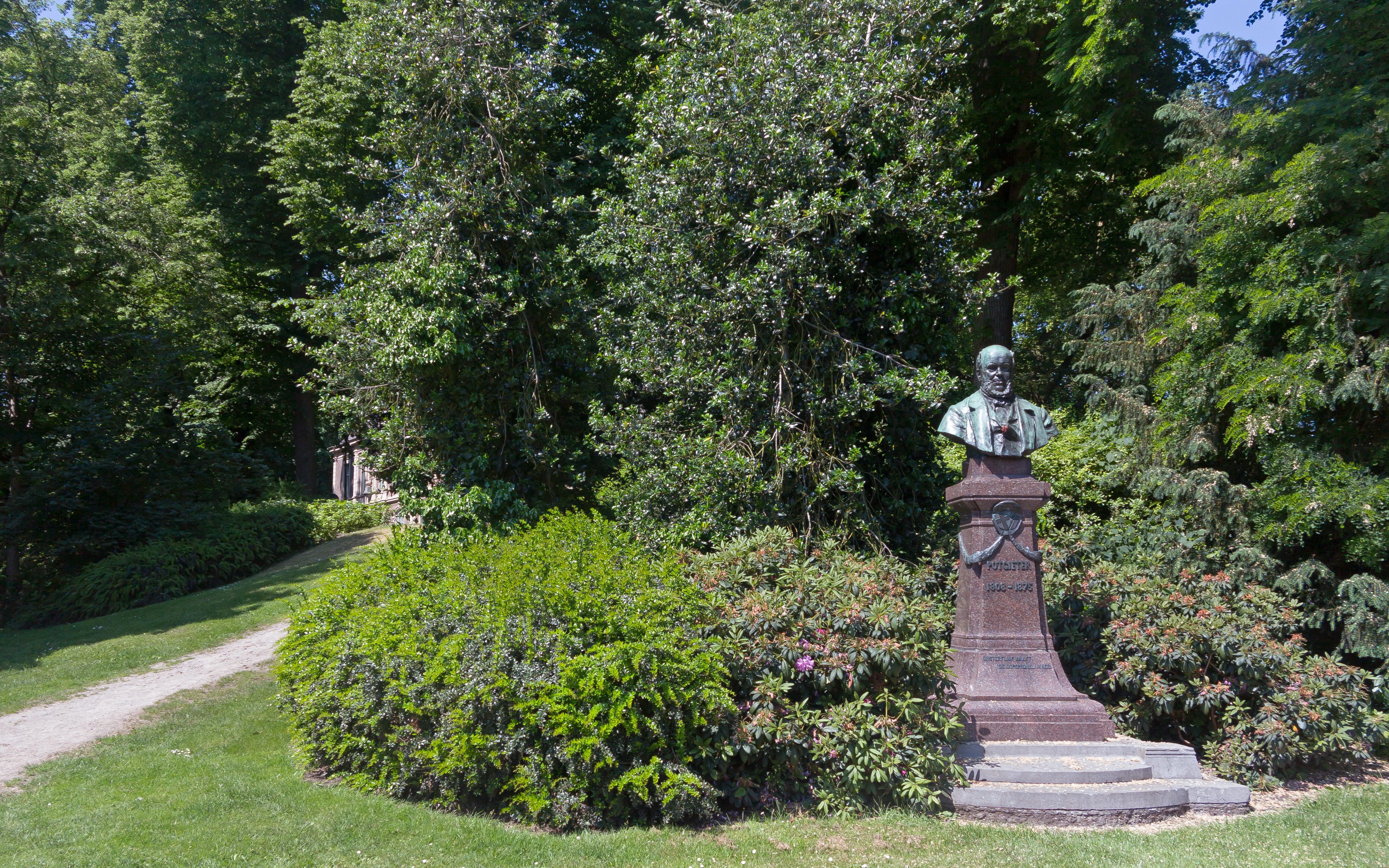
Le buste de Potgieter à Zwolle

Everhardus Johannes Potgieter, né à Zwolle le 27 juin 1808 et mort à Amsterdam le 3 février 1875 était un écrivain néerlandais. En 1835, il a fondé la revue littéraire De Gids, de tendance libérale-progressiste.

## Source
- (nl) Cet article est partiellement ou en totalité issu de l’article de Wikipédia en néerlandais intitulé « Everhardus Johannes Potgieter » (voir la liste des auteurs).